# Gerhard Johann Lischka
Gerhard Johann Lischka (* 1943 in Muntlix, Österreich) ist ein Kulturphilosoph, Medientheoretiker und Kurator. Er lebt und arbeitet in Bern.

## Leben
Lischka studierte Philosophie, Literaturwissenschaft und Kunstgeschichte in München und Bern. Ab 1969 organisiert er Symposien, veranstaltet Aktionen und kuratiert Ausstellungen. Er konzipiert Radio- und TV-Sendungen zur Thematik neuer Strömungen in der Philosophie und der zeitgenössischen Kunst. Als Gastdozent ist er an der Universität Essen, am San Francisco Art Institute (SFAI), an der Universität für angewandte Kunst in Wien, an der Fachhochschule Köln, an der F+F Schule für Kunst und Design Zürich sowie an der Hochschule der Künste Bern HKB tätig.
1985 kuratierte er die Ausstellung Alles und noch viel mehr im Kunstmuseum Bern und in der Kunsthalle Bern. 1992 kuratierte er die Ausstellung Der entfesselte Blick im Kunstmuseum Bern und im Seedamm Kulturzentrum Pfäffikon SZ.
In Kooperation mit dem Kunstmuseum Bern und dem Benteli Verlag Bern leitete er von 1992 bis 1996 die Symposienreihe Am Nerv der Zeit mit den Philosophen Jean Baudrillard, Vilém Flusser, Niklas Luhmann, Paul Virilio und den Kunstschaffenden Marina Abramović und VALIE EXPORT und Peter Weibel.

## Publikationen (Auswahl)
als Herausgeber
- Media Poet, Peter Weibel. ZKM Zentrum für Kunst und Medientechnologie, Benteli Verlag, Bern 2011.
- Reality Check, Mental Clips. ZKM Zentrum für Kunst und Medientechnologie, Karlsruhe 2009.
- Supersurface, Die reine Oberfläche der Kommunikation. Benteli Verlag, Bern 2008.
- Art_Clips, Videokunst aus der Schweiz, Österreich und Deutschland. ZKM Zentrum für Kunst und Medientechnologie, Karlsruhe 2007.
- Selbst: Darstellung. Kunstraum Innsbruck, Medien Kunst Tirol, Benteli Verlag, Bern 2003.
- Das Regime des Image. Benteli Verlag, Bern 2003.
- Am Nerv der Zeit. ZKM Zentrum für Kunst und Medientechnologie, Karlsruhe 2003.
- Alles jetzt! Die Mediatisierung. Benteli Verlag, Bern 2003.
- Media made. Kunstraum Innsbruck, mit Thomas Feuerstein, Wienand Kunstbuch Verlag, Köln 2000.
- Kunstkörper und Werbekörper. Wienand Kunstbuch Verlag, Köln 2000.
- Schnittstellen, Das postmoderne Weltbild. Benteli Verlag, Bern 1997.
- Splitter-Ästhetik. Benteli Verlag, Bern 1993.
- Performance Art Netzwerk. mit Norbert Klassen, Galerie Lydia Megert, Benteli Verlag, Bern 1992.
- Über die Mediatisierung, Medien und Re-Medien. Benteli Verlag, Bern 1988.
- Kulturkunst, Die Medienfalle. Benteli Verlag, Bern 1987.
- Die Schönheit der Schönheit, Super-Ästhetik. Benteli Verlag, Bern 1986.
- Alles und noch viel mehr, Das poetische ABC. Benteli Verlag, Bern 1985.
- Das Sofortbild Polaroid. Aktionsgalerie Der Löwe, Bern 1977.
- mit Hans Christoph von Tavel: Vollrad Kutscher. Kunstmuseum Bern, 1989.